# Заленже-Дуже
Заленже-Дуже (пол. Załęże Duże) — село в Польщі, у гміні Пневи Груєцького повіту Мазовецького воєводства.
Населення — 158 осіб (2011).
У 1975-1998 роках село належало до Радомського воєводства.

## Демографія
Демографічна структура станом на 31 березня 2011 року:
|          | Загалом | Допрацездатний вік | Працездатний вік | Постпрацездатний вік |
| -------- | ------- | ------------------ | ---------------- | -------------------- |
| Чоловіки | 82      | 15                 | 59               | 8                    |
| Жінки    | 76      | 16                 | 40               | 20                   |
| Разом    | 158     | 31                 | 99               | 28                   |